# 関ヶ原鍾乳洞
関ヶ原鍾乳洞 （せきがはらしょうにゅうどう）は、岐阜県不破郡関ケ原町にある鍾乳洞。
岩倉山鍾乳洞として、関ケ原町の天然記念物に指定されている。

## 概要
- 玉倉部の清水の上流に位置する。玉倉部の清水は日本武尊が伊吹山の荒神の氷雨の毒気にあたり、朦朧として下山した後に水を飲み、体力を回復したと伝えられる清水とされ、古事記では居醒の清水、日本書紀では居醒の泉として記述されている[1]。
- 1968年（昭和43年）に岩倉山鍾乳洞として関ケ原町の天然記念物に指定された後、観光鍾乳洞の関ヶ原鍾乳洞として整備された。
- 全長は518m。段差は殆ど無い（舗装されている）。洞内の平均気温は約15℃。鍾乳洞内からはウミユリなどの化石が発見されている。
- 鍾乳洞内の湧き水にはニジマスが放流されている。この湧き水は枯れてしまった玉倉部の清水に導水路を通じて流れ込んでいる[2]。

## 見所
- 玉華殿
- 巨人の足
- 昇竜の間
- ウミユリの化石
- 屏風岩
- ニジマスの群れ

## 利用案内
- 休業日：毎週水曜日（祝日は営業）。12～2月の火・水・木曜日。12月31日、1月1日。（但し、春休み、ゴールデンウイーク、夏季は無休）
- 営業時間
  - 3～6月及び9～11月　9:00 - 17:00
  - 7・8月　9:00 - 17:30
  - 12～2月　10:00 - 16:00
- 入場料
  - 一般：700円
  - 小学生：300円
  - 幼児（3歳以上）：200円

## 所在地
- 岐阜県不破郡関ケ原町玉1328-3

## 交通アクセス
- 名神高速道路関ヶ原ICより車で約10分。